# Diomma viridis
Diomma viridis är en insektsart som först beskrevs av Vilbaste 1961.  Diomma viridis ingår i släktet Diomma och familjen dvärgstritar. Inga underarter finns listade i Catalogue of Life.